# Tyrotama australis
Tyrotama australis là một loài nhện trong họ Hersiliidae. T. australis được miêu tả năm 1893 bởi Eugène Simon.